# Trichestra nigropuncta
Trichestra nigropuncta är en fjärilsart som beskrevs av Druce 1898. Trichestra nigropuncta ingår i släktet Trichestra och familjen nattflyn. Inga underarter finns listade i Catalogue of Life.